# Constantin Catrina
Constantin Catrina (n. 6 noiembrie 1933, Țiu, județul Dolj – d. 28 mai 2013, Brașov) a fost un muzicolog (etnomuzicolog, bizantinolog, lexicograf) și compozitor român.
Este membru în Uniunea Compozitorilor și Muzicologilor din România (UCMR) din anul 1977. Doctor în Muzică (specialitatea muzică bizantină).
A publicat 25 de cărți de autor și co-autor, ediții îngrijite și peste 700 de studii, eseuri, articole, cronici de carte și de concert.
Profesor de muzică, dirijor de cor.
Compune muzică corală și cântece pentru copii.
Culege circa 2000 de piese folclorice, texte și melodii, din aria de investigație a etnografiei și folclorului autohton, în principal din zonele Târnave, Țara Bârsei și Covasna.
Elaborează studii și lucrări de muzica bizantină (în notație cucuzeliană și hrisantică), existentă în manuscrisele din Șcheii Brașovului, București, Iași, Craiova, etc. 
Participă activ la viața științifică muzicală și artistică din România.